# Alicia Relinque Eleta
Alicia Relinque Eleta es una profesora española de Literatura clásica, Teoría y Crítica Literaria china, Teatro y Cine chino y Teoría General de la Literatura y Lengua clásica china en la Universidad de Granada. Es licenciada en Derecho por la Universidad Autónoma de Madrid, en Sinología por la Universidad de París 7 (Jussieu), y fue becada cuatro años para cursar estudios de sinología en la Universidad de Pekín; es doctora por la Universidad de Granada. En el ámbito académico, también ha sido profesora invitada en la Universidad de Pekín, en la Hong Kong City University y en la Guandong University of Foreign Studies, con estancias de investigación en Harvard University (EE. UU.) y SOAS (UK) y fue colaboradora de la Universidad Abierta de Cataluña. En 2017 fue distingida con el Special Book Award otorgado por el Gobierno chino, y ha recibido además los premios de Traducción Literaria Marcela de Juan, el Premio Cátedra china, y el China Club a la Trayectoria Profesional. 

## Traducciones destacadas
- El corazón de la literatura y el cincelado de dragones, de Liu Xie[3]
- Ensayo sobre literatura, de Cao Pi
- El huérfano del clan de los Zhao, de Ji Junxiang
- La injusticia contra Dou E, de Guan Hanqing
- Historia del ala oeste, de Wang Shifu[3]
- Jin Ping Mei en verso y en prosa, de El erudito de las carcajadas[3]
- El Pabellón de las Peonías, Premio de Traducción Marcela de Juan del chino al español a obra ya publicada[4]
- Historia del Caballero Encantado (primera traducción del Don Quijote de Cervantes al chino clásico) de Lin Shu

## Publicaciones propias
- La construcción del poder en la China Antigua[5]